# Мыкан
Мыкан — село в Аламудунском районе Чуйской области Кыргызстана. Входит в состав Ленинского аильного округа. Код СОАТЕ — 41708 203 834 03 0.

## Население
По данным переписи 2009 года, в селе проживало 850 человек.